# 김종직 점필재문집 및 이준록 목판
김종직 점필재문집 및 이준록 목판(金宗直 佔畢齋文集 및 彛尊錄 木板)은 대한민국 경상남도 밀양시 부북면 후사포리에 있는 책판 및 책이다.
1979년 12월 29일 경상남도의 유형문화재 제175호 점필재문집 책판 및 이존록으로 지정되었다가, 2018년 12월 20일 현재의 명칭으로 변경되었다.

## 개요
『점필재문집』은 조선시대 영남사림학파의 영수인 김종직(1431∼1492)의 시문집 책판이다.
김종직은 조선 전기의 문신으로 1459년 문과에 급제하여 홍문관제학, 공조 ·이조참판 등 여러 벼슬을 거쳤다. 문장과 역사에 뛰어나 조선시대 도학(道學)의 정수를 이어가는 중추적 구실을 하였다.
이 문집은 성종 24년(1493)에 김종직의 조카 장중진이 최초에 작성된 원고를 모아 김종직의 문도였던 조위가 편집을 하였으나, 미처 간행하지 못하고 무오사화로 인해 모두 소실되고 말았다. 다시 장중진이 그 나머지 글을 모아 중종 12년(1517)에 선산에서 목판본으로 간행하였다.
『점필재문집』은 시집이 23권, 문집 2권으로 총 25권이며, 연보, 무오사적, 문인록 등이 부록으로 붙어 있다. 이 책판은 1789년 이관하여 현재 예림서원에 소장되고 있다.
『이존록』은 김종직의 부친 김숙자의 가계도인 보도(譜圖)와 기년, 그리고 친구들이 함께 놀았던 일들과 제례의식, 가훈 가운데 본받을 만한 것을 싣고, 다음 김종직의 외조부의 행장을 덧붙인 가족사적 내용을 지닌 책이다. 연산군 3년(1497)에 발간된 것은 임진왜란 때 불타서 없어지고, 그 이후 다시 예림서원에서 거듭 간행한 것이다. 상하 2권으로 되어 있다.

## 참고 문헌
- 김종직 점필재문집 및 이준록 목판 - 국가유산청 국가유산포털